# Aat de Roos
Agathon "Aat" de Roos (Bloemendaal, 15 april 1919 - Perth (Australië), 17 maart 1992) was een Nederlands veldhockeyspeler.
Hij maakte deel uit van het Nederlandse hockeyteam dat op de Olympische Zomerspelen 1936 de bronzen medaille won. Hij speelde alle vijf wedstrijden op deze Spelen als aanvaller. 